# No. 205 Squadron RAF
Le No. 205 Squadron était une unité de la Royal Air Force formée le 1er avril 1918. Auparavant, elle existait en tant que No. 5 Squadron du Royal Naval Air Service (RNAS). En 1929, il devient le premier escadron de la RAF à être basé en permanence à Singapour, prenant pour devise Pertama di Malaya (« Premier en Malaisie »). Le No. 205 Squadron a opéré pendant la Seconde Guerre mondiale et la guerre froide avant d'être dissous le 31 octobre 1971.

## Histoire

### Formation et Première Guerre mondiale
Le No. 5 Squadron du Royal Naval Air Service a été formé à Douvres le 2 août 1915 à partir d'éléments du No. 4 Squadron RNAS, qui avaient déménagé à Eastchurch. Cependant, en octobre 1915, le No. 5 Squadron a cessé d'exister car il a été absorbé par le RNAS Dover.